# Nandi Bushell
Nandi Lily Bushell (født 28. april 2010) er en britisk-sydafrikansk musiker, sanger, sangskriver og social medieperson. Hun blev kendt for sine trommeegenskaber ved at optræde med coverversioner af populære rocksange og senere hendes eget materiale; hendes videoer på YouTube og Instagram har fået opmærksom hed fra andre musikere som Matt Bellamy, Dave Grohl, Lenny Kravitz og Questlove.
Bushell var den yngste kunstner, der har optrådt på coveret af tidsskrifte Modern Drummer og er den første musik på Cartoon Network. Hun har optrådt med Kravitz og med Grohls band Foo Fighters, og hun var blandt de optrædende ved Elizabeth 2.'s platinjubilæum i London.
Tre af Bushells originale kompositioner, hvor hun spiller alle instrumenter, er blevet udgivet som singler, inden hendes første EP, Into the Abyss, blev udgivet. Førstesinglen fra denne udgivelse, "The Shadows", blev udgivet i september 2022.

## Diskografi

### Singles
- "Rock and Grohl – The EPIC Battle" (2020)
- "Gods and Unicorns" (2020)
- "The Children Will Rise Up" (2021)
- "The Shadows" (2022)

### Albums
- Into the Abyss (TBD)

### Soundtracks
- Convergence (Original Motion Picture Soundtrack) (2021; featured performer on "I Am Here and I Am Breathing")